# Magnet.me
Magnet.me is een online netwerk, actief sinds 12 augustus 2012, gericht op studenten en starters op zoek naar werkgevers. De website heeft ongeveer 250.000 geregistreerde studenten en 4.500 geregistreerde werkgevers (2020). Magnet.me werd in 2012 opgericht door Vincent Karremans, Freek Schouten, Hugo de Ruiter en Laurens van Nues. Het hoofdkantoor is gevestigd in Rotterdam.

## Concept en gebruiksmogelijkheden
Magnet.me is een marktplaats met aan de ene kant studenten en aan de andere kant werkgevers. Het gebruik van het platform is voor beide typen gebruikers gratis.
Werkzoekende studenten en starters maken een profiel aan met relevante persoonlijke informatie zoals studieachtergrond, werkervaring, interesses en andere elementen. De werkzoekende kan zich op het platform verbinden met bedrijven om op de hoogte te blijven van mogelijkheden bij dit bedrijf. Als een student aan de algemene selectiecriteria van een werkgever voldoet, ontvangt hij of zij een connectverzoek - of, als ze aan de criteria van een baan of stage voldoen, wordt deze naar hen gestuurd. Werkgevers kunnen via het platform studenten uit hun netwerk uitnodigen om te solliciteren en via de website berichten uitwisselen.
Werkgevers kunnen via het platform profielen van studenten bekijken en hen uitnodigen om te solliciteren voor relevante functies.
Via de website kunnen ook berichten worden uitgewisseld tussen beide partijen.

## Industrie en concurrentie
Concurrenten zijn Graduateland en Wikijob.

## Prijzen
- Eerste prijs Flex Innovatie Fonds voor het meest innovatieve businessplan in de HR industrie (2013).
- UK Department of International Trade Investment Award voor beste nieuwkomer in het Verenigd Koninkrijk (2016).